# (9153) Chikurinji
(9153) Chikurinji (1981 UD2) – planetoida z grupy pasa głównego asteroid okrążająca Słońce w ciągu 4,41 lat w średniej odległości 2,69 j.a. Odkryta 30 października 1981 roku.